# Collector's Edition No. 1
Collector's Edition No. 1 è il primo EP degli L.A. Guns, uscito nel 1985.

## Tracce
1. Don't Love Me
2. When Dreams Don't Follow Through
3. It's Not True
4. Something Heavy

## Formazione
- Michael Jagosz - voce
- Tracii Guns - chitarra
- Ole Beich - basso
- Rob Gardner - batteria